# Jan Leyers
Jan Anna August Leyers (nacido el 16 de mayo de 1958 en Wilrijk, Bélgica) es un cantante, compositor y actor belga. Ha sido miembro junto a Paul Michiels de Soulsister y posteriormente ha desarrollado su carrera como solista y ha aparecido en series de televisión.

## Carrera musical
Jan Leyers nació en Wilrijk, en Amberes. Cuando tenía unos 10 años de edad, se encontró con una guitarra acústica en su ático, y su padre, un arquitecto, le enseñó a jugar. 10 años más tarde, comenzó el grupo Beri Beri con Hugo Matthysen, Bart Peeters, y Marc Kruithof. El grupo intentó durante algunos años para tener éxito, pero fracasó.
Después de Beri Beri, Leyers pasó unos años cantando en teatros. En 1986, conoció al cantante Paul Michiels en un café en Heist-op-den-Berg. Juntos grabaron un sencillo, "You Get to Me", que impresionó a Guy Brulez, un ejecutivo de EMI en Bélgica. Brulez los convenció para formar un dúo, al que llamaron "Soul Sisters '". Grabaron Talk About It y Like A Mountain. El grupo, ahora bajo el nombre SoulSister, lanzó su álbum debut, It Takes Two, en 1988. El sencillo "The Way to Your Heart" fue un éxito en Bélgica, los Países Bajos, Alemania, e incluso se abrió camino en los cuadros de Estados Unidos.
En 1990, SoulSister cambia su apodo a Leyers, Michiels, y SoulSister por un tiempo, pero luego volvió a SoulSister. Lanzaron tres álbumes de estudio: Heat, Simple Rule y Swinging Like Big Dogs (que Leyers coprodujo con Joey Balin, un ejecutivo de EMI). En el medio, Leyers persiguió esfuerzos como compositor en solitario.
En 1997, SoulSister disolvió oficialmente con el lanzamiento de su álbum Very Best Of compilación. Leyers, ahora en un tema en solitario, se asociaron con Filip Cauwelier y Joost Van den Broek para formar el grupo My Velma. SoulSister había realizado pop melódico, pero mi Velma (que toma su nombre de Velma, la novia de un jefe de la mafia en el libro de Raymond Chandler Adiós, muñeca) hizo roca más dura. El grupo comenzó con dos sencillos de prueba: "Ejecución de un baño" y "Lluvia de Amor". En octubre de 1997, el grupo grabó el álbum Exposed. Fue lanzado en junio de 1998 por Mercury Records de los Países Bajos.
En 2000, Leyers tenía un gran éxito en Bélgica, con el sencillo Only Your Love Will Do, que apareció en la banda sonora de la película de Jan Verheyen Team Spirit. También hizo una canción para la banda sonora con su viejo amigo SoulSister Paul Michiels, y al año siguiente trabajó con Michiels en su álbum cover Forever Young. My Velma rompió casi al mismo tiempo. A través de estos esfuerzos, Leyers seguía siendo un productor musical y compositor de música para películas.
En 2003, lanzó el álbum Leyers ene Leyers, que se hizo popular con los éxitos Crash and Burn y Don't Make Me Miss You. Contaba con su hit de 2000, "Sólo tu amor va a hacer."
El 1 de enero de 2005, Leyers lanzó el sencillo The Long Road, y poco después comienza su gira 2005 en Bélgica. Más tarde ese mismo año, lanzó los sencillos Rolling On y Break My Heart. En septiembre, dio a conocer en la Virgen Morena, que cuenta con estos tres sencillos junto con This One y The Remedy. This One se ofrece en la película de Jan Verheyen Buitenspel ("Off-side").
En el otoño de 2006, él lanzó Songbook: 1996-2006, una compilación de su trabajo con My Velma y su trabajo en solitario.

## Carrera como compositor
En 1993, Leyers coescribió, junto a Sally Dworsky y Paul Jefferson, la canción That's as Close as I'll Get to Loving You, que es realizado por el cantante de country estadounidense Aaron Tippin. Él escribe canciones de base regular para la banda belga Clouseau. Uno de sus grandes éxitos con Clouseau es "Dat Ze De Mooiste Es (que ella es más bella)". Ha escrito dos canciones (I've Only Begun To Fight y I Want You Back, ambas bandas sonoras de "Team Spirit 2") para el primer álbum de Natalia Druyts This Time y una canción (Get Back) para su segundo álbum Back For More.

## Carrera en la televisión
Leyers es el anfitrión de Nachtwacht ("Ronda de Noche"), un programa de debate cultural (Bélgica). El espectáculo cuenta con personas de toda Bélgica para debatir diversos temas de la comedia a la religión. Leyers fue un coanfitrión de De Droom van Ludwig ("El sueño de Ludwig"), que trazó la historia de Ludwig van Beethoven en toda Europa. Se ha desempeñado como juez en Idool 2004, la versión de Bélgica de Idol. En 2007 realizó la serie de televisión De weg naar Mekka ("El camino a la Meca"), en la que viajó por todo el norte de África y Oriente Medio. Su relato también apareció en un libro del mismo título. Cuatro años más tarde, en 2011, otra serie de televisión apareció llama De weg naar het Avondland ("Camino a la tierra del crepúsculo"). Leyers viaja desde Etiopía a Europa en esta serie ", siguiendo los pasos de la humanidad".

## Vida personal
Leyers está casado con la actriz de televisión belga Anne Meunier. Tienen cuatro hijas: Dorien, Ella, Billie, y Olga. Ellos residen en Hove, Bélgica.

## Discografía
- Jan Leyers (2003)
- In the Virgin Dark (2005)